# Diathrausta ochrifuscalis
Diathrausta ochrifuscalis là một loài bướm đêm trong họ Crambidae.